# Rana Adhikari

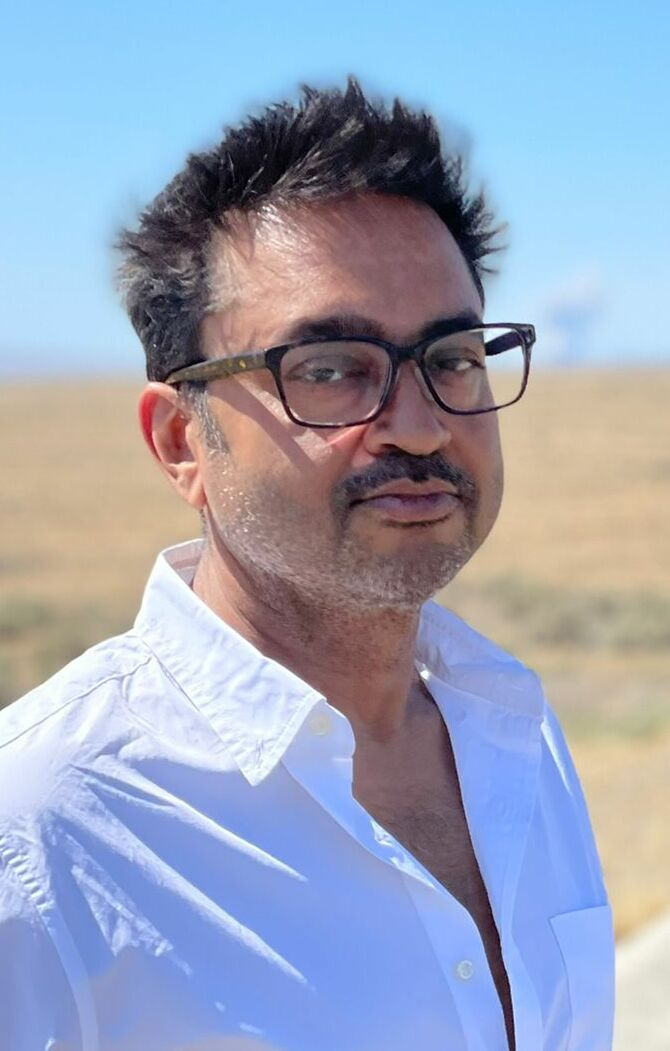
Rana Adhikari

Rana Adhikari (* 1974) ist ein indisch-US-amerikanischer Physiker, der sich mit Gravitationswellendetektoren befasst. Er gehört zur LIGO Kollaboration und ist Principal Researcher am MIT-Kavli Institut.
Adhikari studierte Physik ab 1996 an der University of Florida mit dem Bachelor-Abschluss 1998 und am Massachusetts Institute of Technology, an dem er 2004 bei Rainer Weiss promoviert wurde mit einer Arbeit über Gravitationswellendetektoren (Sensitivity and noise analysis of 4 km laser interferometric gravitational wave antennae). Als Post-Doktorand war er bei LIGO am Caltech, an dem er 2006 Assistant Professor und 2012 Professor wurde. Außerdem ist er seit 2012 Adjunct Professor am Tata Institute of Fundamental Research.
Er befasst sich mit Technologie und Grenzen von Gravitationswellendetektoren vom Ligo-Typ sowie Satellitenexperimente. Er befasst sich auch mit Präzisionsmessungen von Gravitation auf kurze Distanzen und makroskopischen Grenzbereichen der Quantenmechanik in der Optomechanik (am Institute for Quantum Information and Matter, IQIM, des Caltech).
Für 2019 erhielt er den New Horizons in Physics Prize für Forschungen zu gegenwärtigen und künftigen erdbasierten Gravitationswellendetektoren (Laudatio). Seit 2019 ist er Mitglied der Jury für Physikalische Wissenschaften beim Infosys-Preis.